# Automatgevär m/42
Le fusil militaire Automatgevär m/42 (Ag m/42) remplaça en 1942 dans l'armée suédoise, les Gewehr 98 d'origine allemande jusqu'ici utilisés. Il céda sa place ensuite à l'AK-4.

## Présentation
L'Ag m/42 était un fusil suédois produit dès 1942, mais qui continua à être utilisé après la guerre. Il utilisait un principe d'emprunt de gaz direct (sans piston à gaz) et tirait une balle de 6,5 mm d'une grande précision. On le retrouva plus tard en Égypte sous le nom de "Hakim".
La hausse est particulière : elle se règle avec un tambour et peut différencier deux types de projectiles.
Selon la balle utilisée (ronde ou pointue), il suffit de retourner le réglage et on adapte la balistique.
Le guidon est finement réglable par dérivation à l’aide d’une vis.
Un cache flamme est directement usiné dans le canon.
Le démontage est très simple, la culasse sort facilement et se démonte sans outil.

## Histoire
Le Ag m/42 a été conçu par Erik Eklund de la société AB Ljungmans CJ Verkstäder, basée à Malmö en 1941. Il a été produit par la société Gevärsfaktori Carl Gustafs Stads, basée à Eskilstuna en 1942. Quelque 30 000 fusils ont été fabriqués en tout pour l'armée suédoise. Il s'agissait d'un nombre relativement restreint d'armes, le calibre du fusil standard de l'infanterie est donc resté à 6,5 mm.
Les forces de police norvégiennes, formés en Suède pendant la Seconde Guerre mondiale, ont reçu un certain nombre de Ag m/42 et ont porté ces fusils lors de la reddition norvégienne aux Allemands, en 1940. Ces fusils n'ont jamais été modifiés pour la dernière version (Ag m/42B).
Après un certain nombre d'années de nombreux défauts avaient été découverts, y compris un grave problème avec des tubes de gaz rouillés, les stocks existants de cette arme ont été modifiées entre 1953 et 1956, et les fusils remaniés ont été désignés Ag m/42B. Les modifications comprenaient un tube en acier inoxydable de gaz, deux boulons sur le couvre-culasse, une nouvelle élévation, un caoutchouc en cas de déviation, de nouveaux magasins et une nouvelle tige de nettoyage. Le Ag m/42 a été remplacé du service suédois dans les années 1960 par le Heckler & Koch G3 dérivé du AK-4
Le Ag m/42 a aussi été utilisé comme base pour le fusil égyptien Hakim, qui utilise la cartouche 7,92 × 57 mm Mauser.
Une version appelée Rashid est chambrée en 7,62 × 39 mm, la même munition que dans l'ak47.
Beretta a également fabriqué des modèles d’instruction en 22lr livrés à l’Égypte, on les reconnaît grâce à leur faux chargeur et le chargeur 22lr situé en arrière de celui-ci.

## Fonctionnement
Le Ag m/42 est actionné au moyen d'un système de gaz à impact direct, semblable à ceux des fusils français MAS 49 et américains M16. Le Ag m/42 utilise également un bloc de culasse basculant comme le FAL.
Le Ag m/42 utilise la cartouche 6.5x55mm chargé dans une boîte de 10 cartouches amovibles. 
Il faut faire preuve de prudence lors du tir avec des fusils Ag m/42 et Hakim. Le taux de combustion de la poudre a un effet dramatique sur le fonctionnement de la carabine. On a signalé des cas de défaillances catastrophiques avec ces deux fusils lors du tir avec des munitions incorrectes : certaines armes ont été rechambrées en 6,5 57 ou en 8 60s pour répondre à la législation française qui classait le 6,5 55 et le 8 57 is en calibre "de guerre". De plus, la munition 6,5 57 est beaucoup plus puissante que le 6,5 55 suédois et a une cartouche très différente au niveau du diamètre du culot : des ruptures catastrophiques pour le tireur ont eu lieu. Il est à noter également que le tube de récupération des gaz présentait une faiblesse car il se corrodait, après son remplacement par un tube inox, les incidents de tirs ont cessé : c'est le modèle AG 42 m/b, le plus courant. La munition suédoise M41 devrait être légèrement huilée par les troupes suédoises avant le chargement car le taux de combustion de la poudre est trop lent et le huilage du corps de la cartouche faciliterait l'extraction.
Des tireurs US utilisent la munition Partizan PPU 139 grains sans incident de tir.

## Utilisateurs
- Suède
- Danemark (Fabriqué sous licence par Madsen)
- Irak 1975
- Égypte
- Norvège

## Sources
- (en) Cet article est partiellement ou en totalité issu de l’article de Wikipédia en anglais intitulé « Ag m/42 » (voir la liste des auteurs).